# Châtenay (Ain)
Châtenay egy település Franciaországban, Ain megyében. Lakosainak száma 358 fő (2022. január 1.). Châtenay Chalamont, Dompierre-sur-Veyle, Saint-Nizier-le-Désert és Villette-sur-Ain községekkel határos.

## Népesség
A település népességének változása:
| Lakosok száma | 249  | 266  | 276  | 335  | 339  | 334  | 341  | 356  | 361  | 358  |
|               | 1968 | 1982 | 1990 | 2006 | 2013 | 2015 | 2017 | 2019 | 2020 | 2022 |